# Góry Jazgulemskie
Góry Jazgulemskie (tadż. Қаторкӯҳи Язғулом, trl.: ķatorkūḩi Âzġulom, trb.: katorkuhi Jazghulom) – pasmo górskie w Pamirze, w Tadżykistanie, rozciągające się na długości ok. 170 km. Najwyższym szczytem jest Szczyt Niepodległości, wznoszący się na wysokość 6974 m n.p.m. Występują lodowce górskie.